# Mengabril
Mengabril ist ein Ort und eine Gemeinde (municipio) mit 491 Einwohnern (Stand: 2024) in der spanischen Provinz Badajoz in der Autonomen Gemeinschaft Extremadura. 

## Lage
Mengabril liegt etwa 120 Kilometer östlich von Badajoz und etwa 33 Kilometer östlich von Mérida in einer Höhe von 485 m. 

## Demografie
| Einwohnerzahl (1900–2021)                 | Einwohnerzahl (1900–2021) | Einwohnerzahl (1900–2021) | Einwohnerzahl (1900–2021) | Einwohnerzahl (1900–2021) | Einwohnerzahl (1900–2021) | Einwohnerzahl (1900–2021) | Einwohnerzahl (1900–2021) | Einwohnerzahl (1900–2021) | Einwohnerzahl (1900–2021) | Einwohnerzahl (1900–2021) | Einwohnerzahl (1900–2021) | Einwohnerzahl (1900–2021) | Einwohnerzahl (1900–2021) | Einwohnerzahl (1900–2021) | Einwohnerzahl (1900–2021) | Einwohnerzahl (1900–2021) |
| ----------------------------------------- | ------------------------- | ------------------------- | ------------------------- | ------------------------- | ------------------------- | ------------------------- | ------------------------- | ------------------------- | ------------------------- | ------------------------- | ------------------------- | ------------------------- | ------------------------- | ------------------------- | ------------------------- | ------------------------- |
| 1900                                      | 1910                      | 1920                      | 1930                      | 1940                      | 1950                      | 1960                      | 1970                      | 1981                      | 1991                      | 2001                      | 2011                      | 2021                      |                           |                           |                           |                           |
| 480                                       | 487                       | 534                       | 557                       | 585                       | 735                       | 835                       | 654                       | 514                       | 502                       | 451                       | 468                       | 489                       |                           |                           |                           |                           |
| Quelle: Instituto Nacional de Estadística |                           |                           |                           |                           |                           |                           |                           |                           |                           |                           |                           |                           |                           |                           |                           |                           |

## Sehenswürdigkeiten

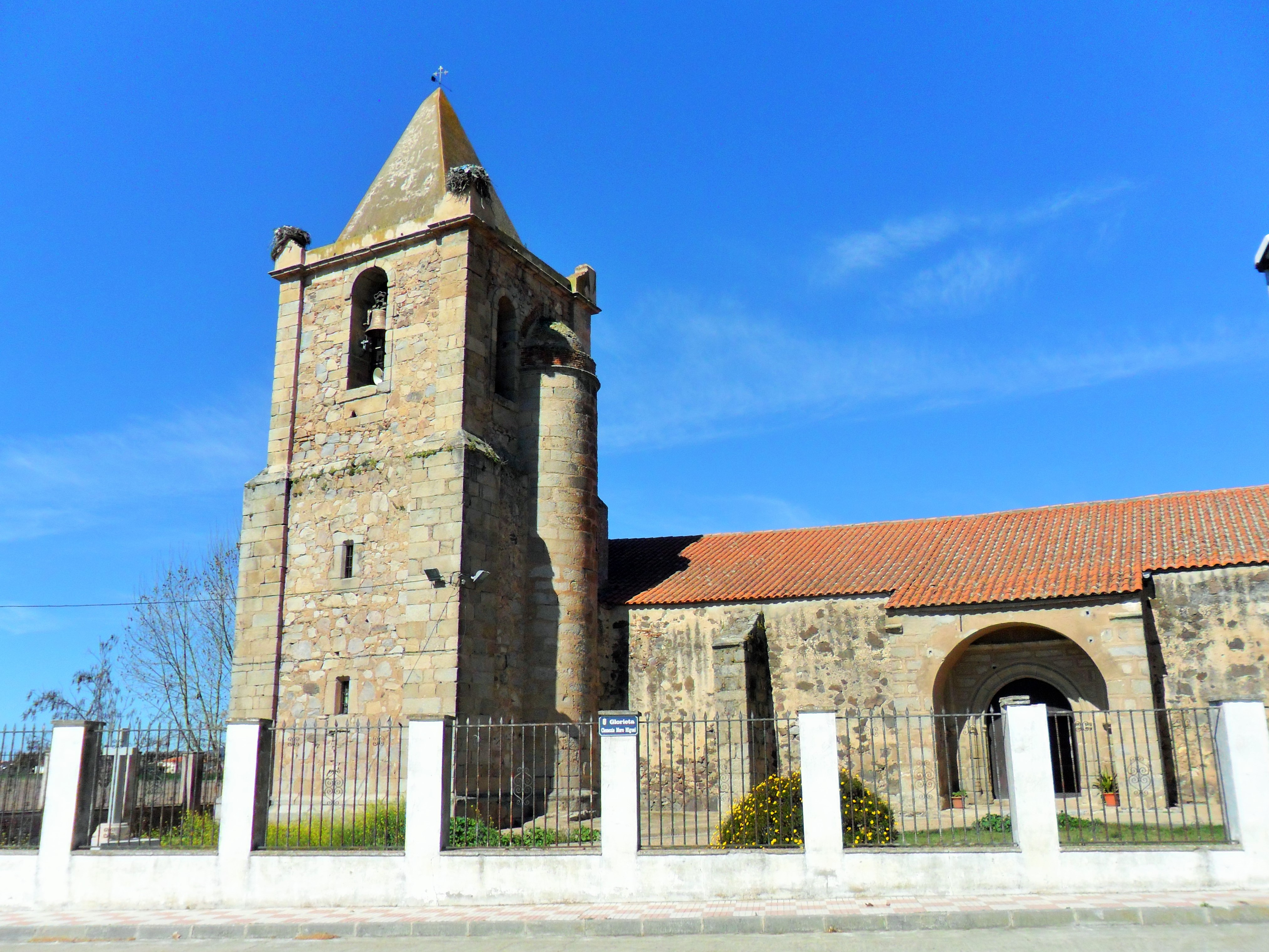
Margaritenkirche
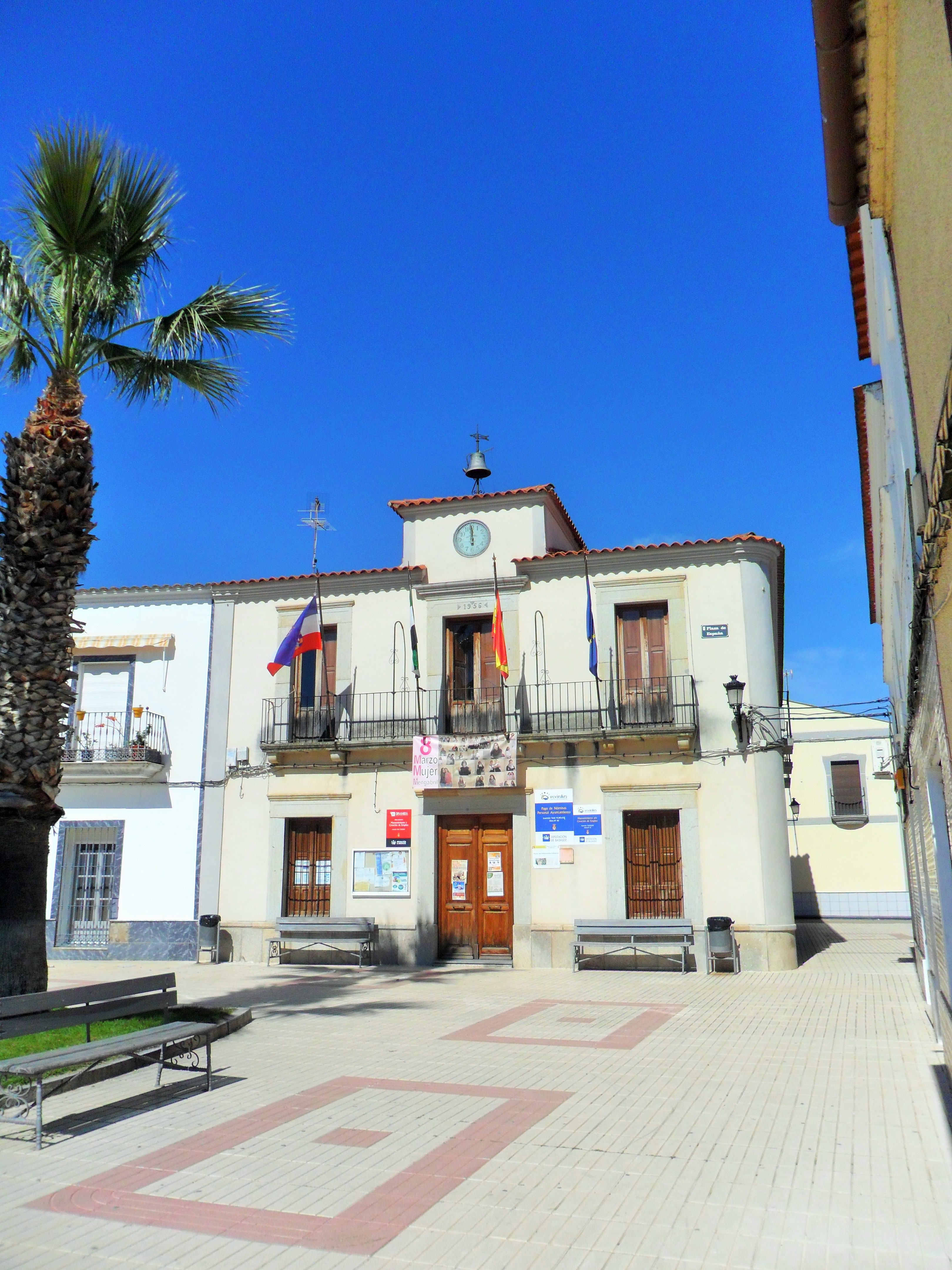
Rathaus

- Margaritenkirche
- Rathaus